# Temple (Texas)
Temple es una ciudad ubicada en el condado de Bell en el estado estadounidense de Texas. En el Censo de 2010 tenía una población de 66.102 habitantes y una densidad poblacional de 367,64 personas por km².

## Geografía
Temple se encuentra ubicada en las coordenadas 31°6′20″N 97°22′57″O / 31.10556, -97.38250. Según la Oficina del Censo de los Estados Unidos, Temple tiene una superficie total de 179.8 km², de la cual 178.72 km² corresponden a tierra firme y (0.6%) 1.07 km² es agua.

## Demografía
Según el censo de 2010, había 66102 personas residiendo en Temple. La densidad de población era de 367,64 hab./km². De los 66102 habitantes, Temple estaba compuesto por el 68.14% blancos, el 16.93% eran afroamericanos, el 0.62% eran amerindios, el 2.08% eran asiáticos, el 0.14% eran isleños del Pacífico, el 8.75% eran de otras razas y el 3.35% pertenecían a dos o más razas. Del total de la población el 23.74% eran hispanos o latinos de cualquier raza.